# Mont Marion-Dufresne
Pour les articles homonymes, voir Marion Dufresne.
Le mont Marion-Dufresne est un volcan de France situé dans les Terres australes et antarctiques françaises. Il est le point culminant de l'île de l'Est et de l'archipel Crozet avec ses 1 050 mètres d'altitude. Il porte le nom de Marc Joseph Marion du Fresne qui découvrit ces îles le 24 janvier 1772.